# Comandante (film, 2023)
Pour les articles homonymes, voir Comandante.
Pour plus de détails, voir Fiche technique et Distribution.
Comandante est un film dramatique de guerre italien réalisé par Edoardo De Angelis, sorti en 2023.
Il est sélectionné comme film d'ouverture de la Mostra de Venise 2023.

## Synopsis
Pendant la Seconde Guerre mondiale, le téméraire capitaine de corvette de la Regia Marina Salvatore Todaro (it) commande le sous-marin Comandante Cappellini lorsque, le 16 octobre 1940, ce dernier coule au large de l'océan Atlantique un navire marchand belge, le Kabalo, qui avait ouvert le feu sur eux. Todaro décide, contre l'avis de ses supérieurs, de sauver les 26 naufragés belges, condamnés à une mort certaine à la dérive sur un radeau à des centaines de nautiques de la côte la plus proche, même si pour cela il doit faire surface pendant trois jours, se rendant visible des forces ennemies et risquant sa propre vie et celle de son équipage. Pendant ces trois jours, le sous-marin se transformera en un lieu de rencontre pour des inconnus, eux aussi très différents, mais plus semblables qu'ils ne le pensaient.

## Fiche technique
- Titre original : Comandante[2]
- Réalisation : Edoardo De Angelis
- Scénario : Edoardo De Angelis, Sandro Veronesi
- Musique :Robert Del Naja, Euan Dickinson
- Photographie : Ferran Paredes Rubio (it)
- Son : Valentino Gianni
- Montage : Lorenzo Peluso
- Effets spéciaux : Kevin Tod Haug (en)
- Décors : Carmine Guarino (it)
- Costumes : Massimo Cantini Parrini (it)
- Maquillage : Lorenzo Tamburini (it)
- Production : Pierpaolo Verga, Nicola Giuliano, Attilio De Razza, Edoardo De Angelis, Francesca Cima, Carlotta Calori, Viola Prestieri
- Sociétés de production : Indigo Film (it), O' Groove, Rai Cinema, Tramp Ltd., V-Groove, Wise Pictures
- Société de distribution : 01 Distribution
- Pays de production :  Italie
- Langue originale : italien
- Format : couleurs - son Dolby Digital
- Durée : 155 minutes
- Genre : Drame, guerre
- Dates de sortie : 
  - Italie : 30 août 2023 (Mostra de Venise - film d'ouverture) / 31 octobre 2023 (sortie nationale)

## Distribution
- Pierfrancesco Favino : Salvatore Todaro (it)
- Johannes Wirix-Speetjens (nl) : Jacques Reclercq
- Johan Heldenbergh : Georges Vogels
- Luca Chikovani : Leonardo Barletta
- Giuseppe Brunetti : Giggino Magnifico
- Mario Russo : l'hydrophoniste
- Giustiniano Alpi : Morandi
- Arianna Di Claudio : Angelina
- Lucas Tavernier : Caudron
- Giuseppe Lo Piccolo : Pietro Bono
- Giulio Greco : De Angelis
- Giacomo Bottoni : Athos Fraternale
- Pietro Angelini (it) : Ivano Leandri
- Andrea Ferrara : Antonio Mulargia
- Alessandro Bandini : Enrico Lesen d'Aston
- Olivier Langhendries : Von Wettern
- Francesco Cancellotti : Chierici
- Silvia D'Amico :
- Paolo Bonacelli :
- Giorgio Cantarini : Vezio Schiassi

## Production

### Genèse et développement
Le réalisateur De Angelis s'est intéressé à cette histoire à la suite d'un discours prononcé en 2018 par l'amiral Giovanni Pettorino (it) à l'occasion du 153e anniversaire des garde-côtes, dans lequel il avait cité l'exemple de Todaro en référence à la politique du gouvernement Conte I contre les ONG et face à la crise des migrants européens.
Le budget était de 14,5 millions d'euros. Le film a également reçu le plein soutien de la marine, qui a fourni à la production l'accès à ses archives et au journal de bord de Cappellini pour plus d'authenticité. Le réalisateur a déclaré que : « Le cinéma fait souvent des histoires désobligeantes ou hagiographiques [...] nous avons travaillé ensemble avec des intentions claires ».

### La réplique du Cappellini

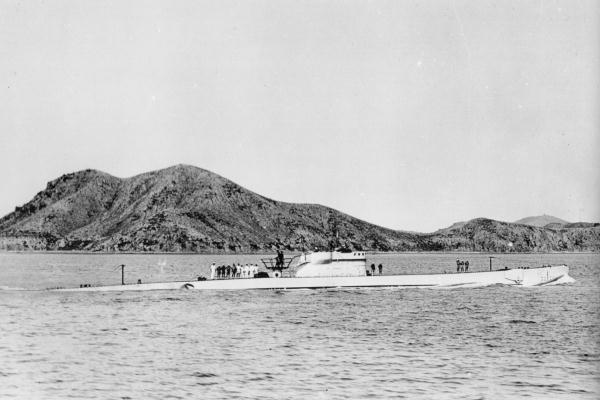
Le sous-marin Cappellini photographié ici en 1944, rebaptisé U.IT.24 et encadré par la Kriegsmarine.

Le décorateur Carmine Guarino a rencontré des difficultés pour concevoir une réplique grandeur nature du sous-marin dans lequel se déroule le film, en raison du manque de dessins et de photographies des intérieurs des sous-marins italiens de l'époque. Après avoir créé un modèle tridimensionnel, Guarino a collaboré avec l'ingénieur mécanique Nicola Ferrari, qui a conçu un système de « jambes de force » pour faire flotter le sous-marin dans le bassin naval de Ferrari, dans le port de Tarente (it), et le faire naviguer ensuite en mer.
Les intérieurs ont été reconstitués aux studios de Cinecittà, à partir de la réplique d'un sous-marin construite pour le film U-571 (2000). La coque, en revanche, a été construite directement à Tarente en huit mois,. Au total, la réplique du Cappellini pesait plus de 70 tonnes et mesurait 73 mètres de long : plus d'une centaine d'ingénieurs, de constructeurs et d'artisans y ont travaillé, avec le soutien du bureau historique de la marine et de la société Fincantieri,.

### Tournage
Le tournage a débuté le 17 septembre 2022 à Tarente, dans l'Arsenal militaire naval, et y a duré huit semaines. Quatre jours de tournage sous-marin ont ensuite eu lieu en Belgique.

### Post-production
Les effets visuels du film ont représenté 10 % du budget. Plusieurs sociétés internationales y ont travaillé, sous la supervision de l'Américain Kevin Tod Haug (en).

## Sortie
Le film sera présenté le 30 août 2023 en compétition à la Mostra de Venise 2023, dont il sera le film d'ouverture,. Il sera distribué dans les cinémas italiens par 01 Distribution,.

## Mise en roman
À partir de leur scénario, Veronesi et De Angelis ont écrit un roman d'après le scénario du film, également intitulée Comandante et publiée chez Bompiani le 25 janvier 2023.